# Wulangasaurus dongi
Wulangasaurus dongi es la única especie conocida del género extinto Wulagasaurus ("lagarto de Wulaga") de dinosaurio hadrosáurido que vivió a finales del período Cretácico, hace aproximadamente entre 69 a 66 millones de años, Maastrichtiense, en lo que es hoy Asia. Su restos fueron encontrados en Heilongjiang, China, en una cama de huesos dominada por restos del hadrosáurido lambeosaurino Sahaliyania en la Formación Yuliangze del Maastrichtiano medio, que data de hace 69 millones de años.. Wulagasaurus fue nombrado por Pascal Godefroit et al. en 2008. Solo se conocen restos parciales y es uno de los varios hadrosáuridos Río Amur que se nombraron desde el año 2000. La especie tipo  y única conocida hasta la fecha W. dongi, nombrado en honor del paleontólogo chino Dong Zhiming. En 2010 , Gregory S. Paul estimó su tamaño en 9 metros y 3 toneladas.

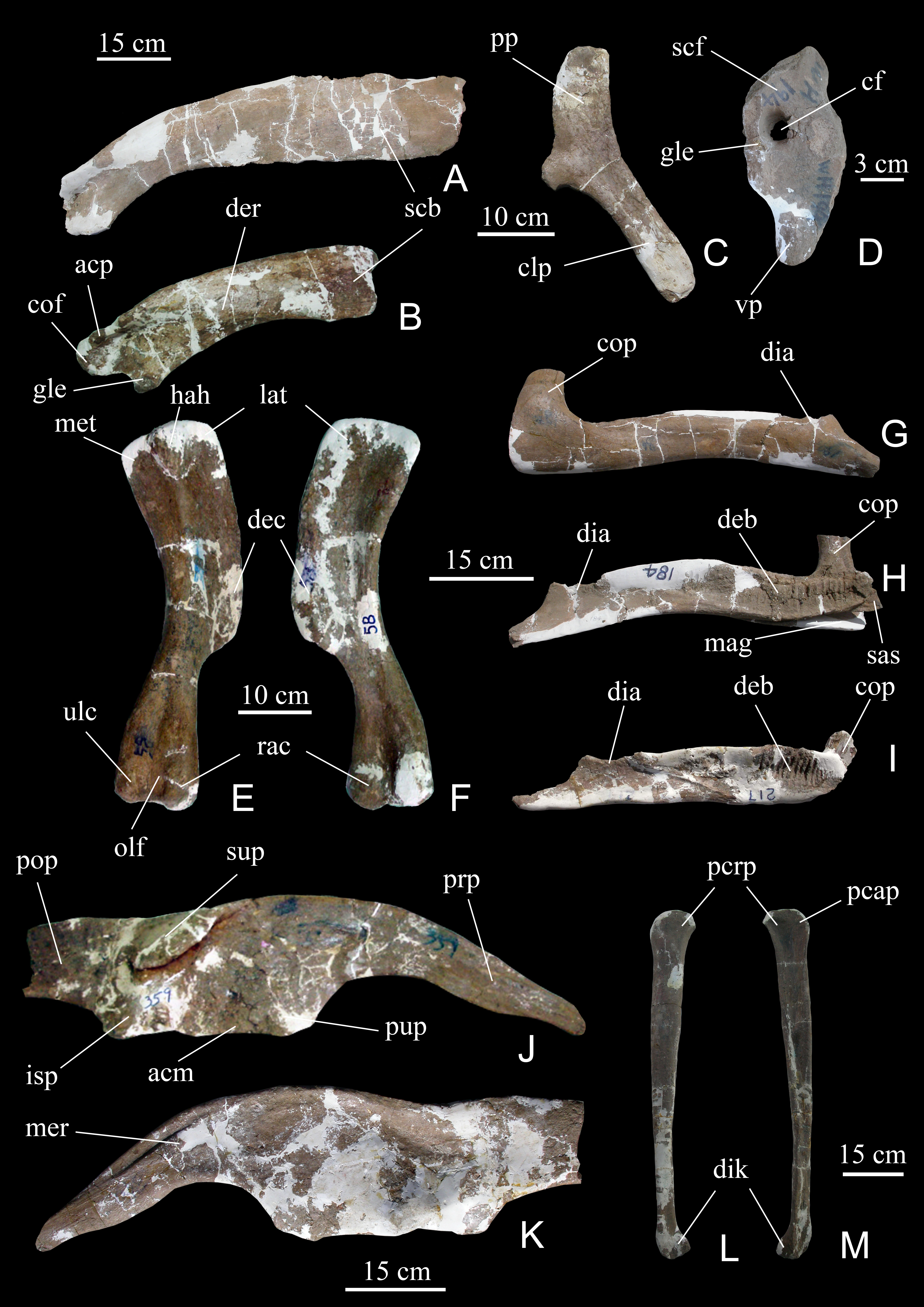
Especímenes de Wulagasaurus.

Wulagasaurus está basado en el holotipo GMH W184, un dentario parcial hueso de la mandíbula inferior. Godefroit et al. le asignaron al género dos maxilares, otro dentario, dos escapulas, dos esternónes, incluyendo tres base del cráneo, un yugal, dos húmeros e  isquion. Puede ser distinguido de otros hadrosáuridos por su dentario delgado y de la forma única de su brazo superior, que tenía articulaciones distintivas y sitios para insertar músculos accesorios. Godefroit et al. realizaron un análisis cladistico que sugiere Wulagasaurus era uno de los más basales de los saurolofinos conocidos, e interpretó esto como evidencia que los saurolofinos y los hadrosáuridos en general se originaron en Asia, lo que daría como resultado un largo linaje fantasma.
Como hadrosáurido, Wulagasaurus habría sido un herbívoro que caminaba alternando la posición bípeda con la cuadrúpeda.
En estudios recientes realizados por investigadores del Instituto de Paleontología y Paleoantropología de Vertebrados, junto con otros de la Academia China de Ciencias, el Museo Americano de Historia Natural y el Museo Geológico de las Provincias de Heilongjiang, revaluaron y redescribieron a W. dongi.  Con base en especímenes originales y recientes, concluyeron que Wulagasaurus compartía muchas similitudes morfológicas con Brachylophosaurus y Maiasaura ambos taxones norteamericanos, posiblemente formando una estructura de clado dentro del clado ya existente Brachylophosaurini. Esta hipótesis ha sido demostrada por otro análisis filogenético recientemente publicado.